# Reitz stiftelses konstsamlingar
Reitz stiftelses konstsamlingar är ett finländskt privat konstmuseum i Helsingfors.
Reitz stiftelses konstsamlingar baseras på samlingar av konstverk och antikviteter, som Lauri Reitz byggt upp främst på 1930-talet. Efter hans änka Maria Reitz död 1971 donerades dessa till Lauri och Lasse Reitz stiftelse, och året därpå öppnades ett museum i paret Reitz tidigare hem med adress Apollogatan 23 B 64 i Tölö i Helsingfors stad, överst i ett sexvånings bostadshus som uppförts av Lauri Reitz på 1930-talet med huvudfasad mot Runebergsgatan.
I samlingarna finns måleri från Finland från 1800-talet samt silver- och porslinsföremål från Meissen och Sévres, vapen, antika ur och möbler från 1500-talet till 1800-talet.
I konstsamlingen finns målningar av bland andra Amélie Lundahl, Albert Edelfelt, Werner Holmberg, Pekka Halonen, Gunnar Berndtson, Maria Wiik, Helene Schjerfbeck och Hugo Simberg. 2019 köpte Reitz stiftelses konstsamlingar Helene Schjerfbecks verk Fäktaren, som aldrig tidigare visats i Finland.

## Bildgalleri

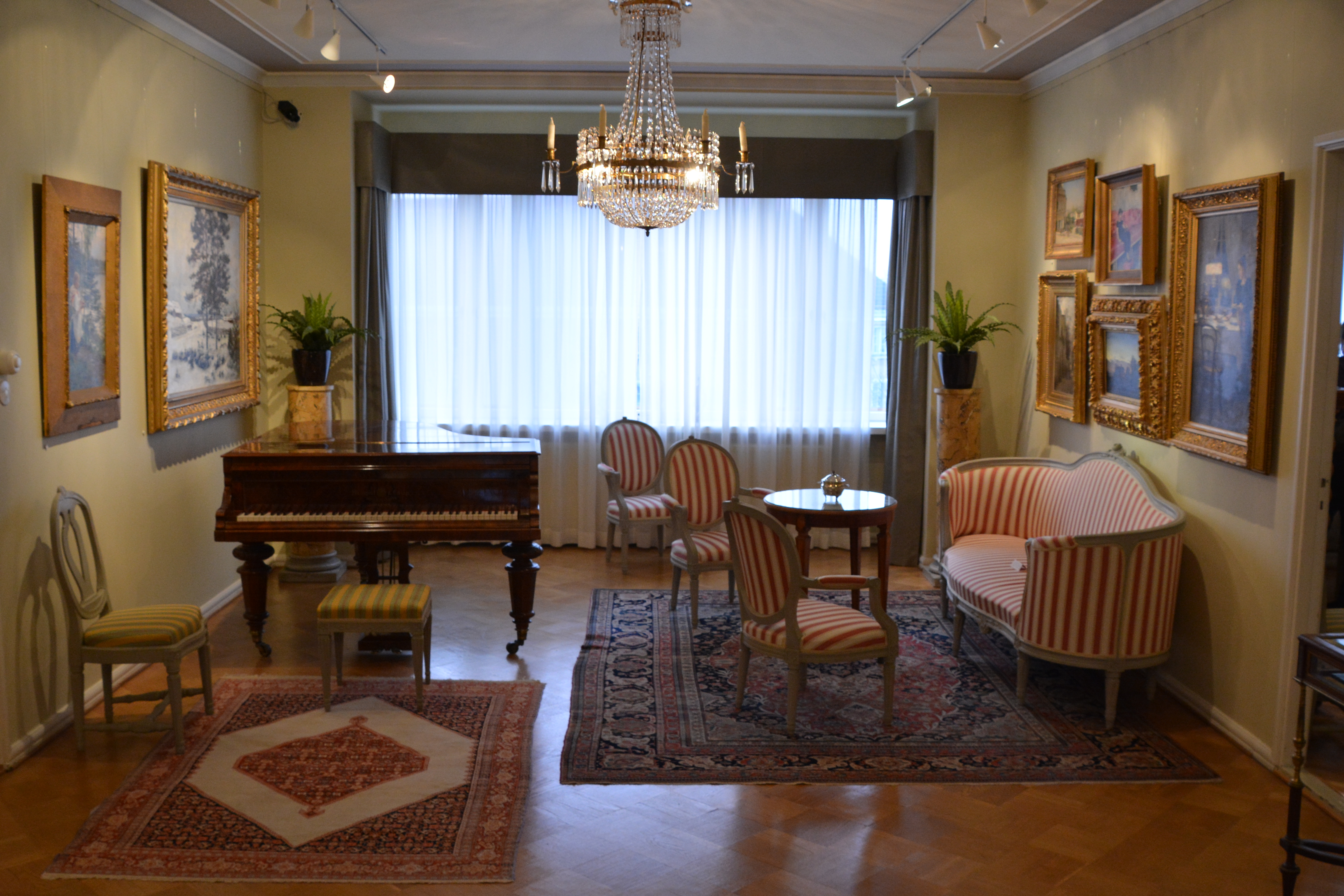
Musiksalong
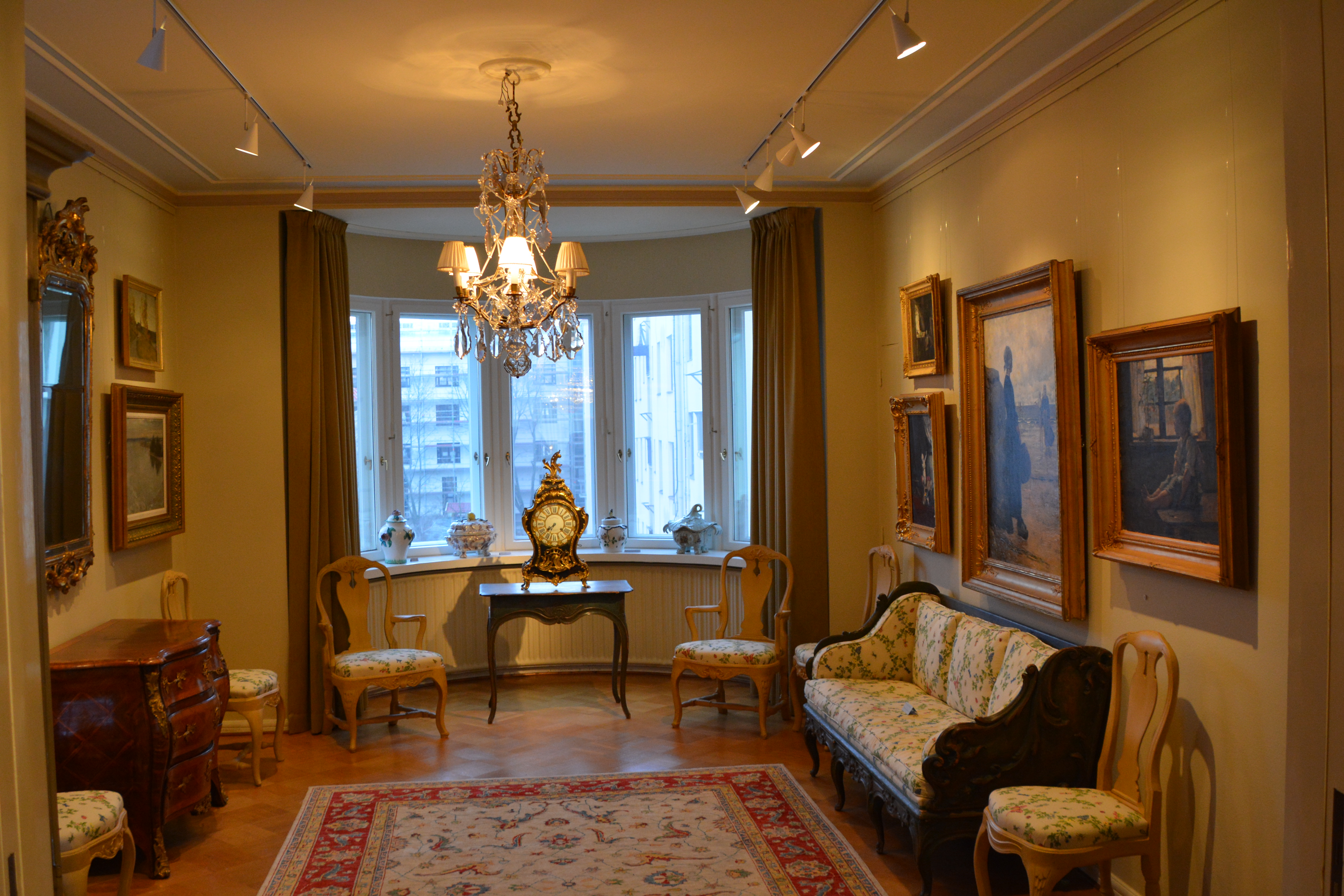
Salong
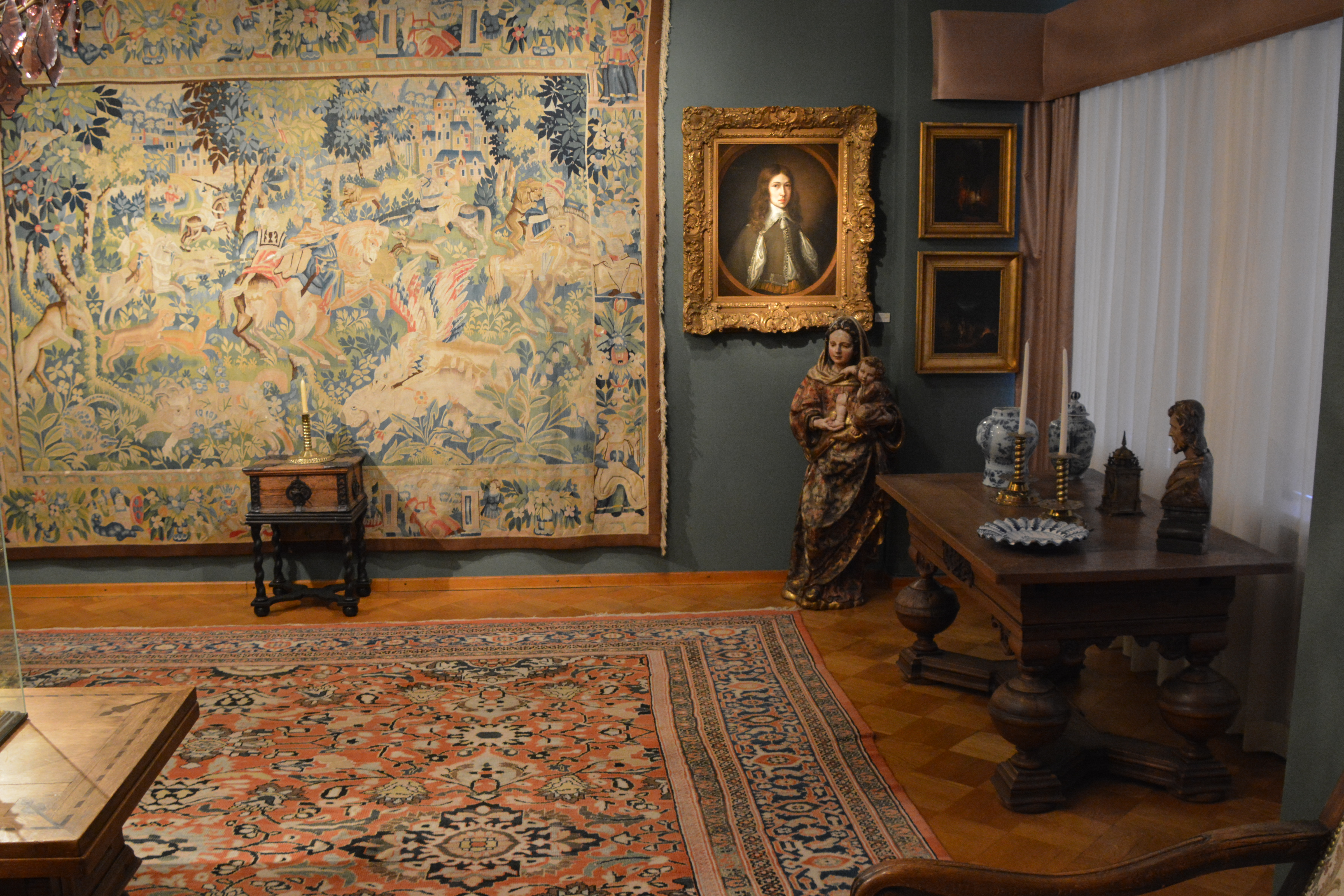
Rum med gobelänger
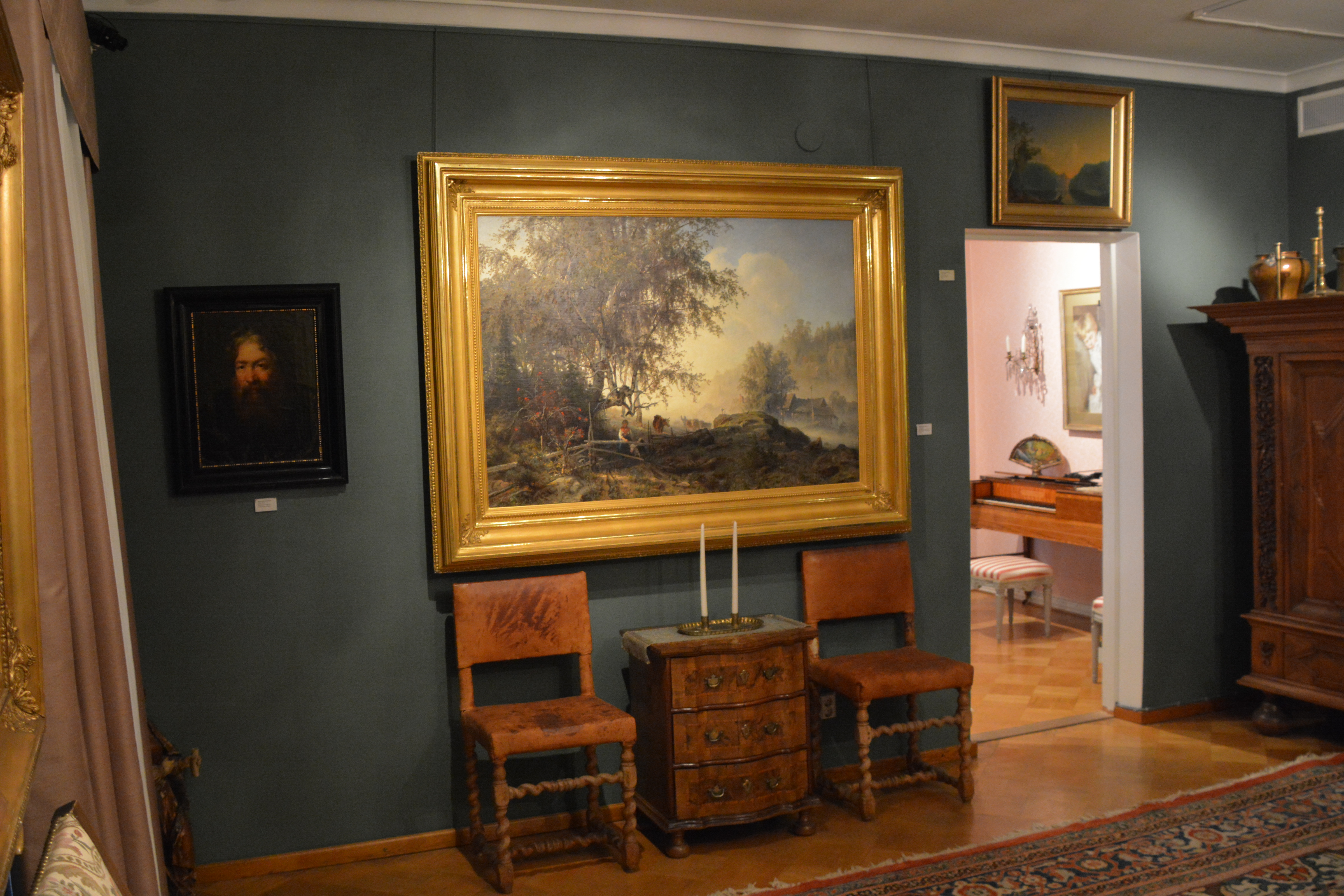
Rum